# Gmina Herning
Gmina Herning (duń. Herning Kommune) – gmina w Danii w regionie Jutlandia Środkowa.
Gmina powstała 1 stycznia 2007 roku na mocy reformy administracyjnej z połączenia gmin Aaskov, Aulum-Haderup i poprzedniej gminy Herning.
Siedzibą władz gminy jest miasto Herning.

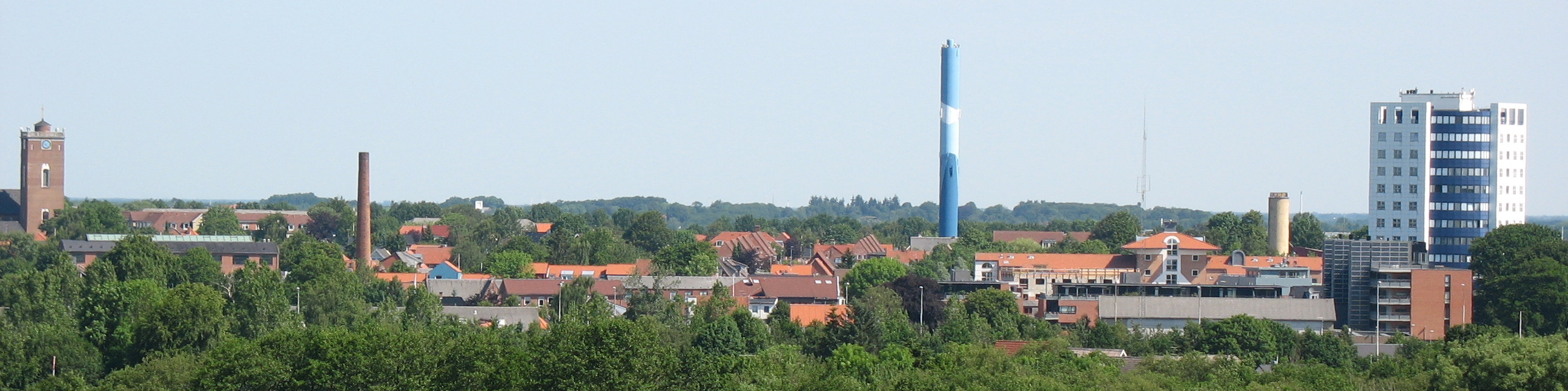
Herning – siedziba władz gminy